# Scalarispongia scalaris
Scalarispongia scalaris är en svampdjursart som först beskrevs av Schmidt 1862.  Scalarispongia scalaris ingår i släktet Scalarispongia och familjen Thorectidae.
Artens utbredningsområde är Tunisien. Inga underarter finns listade i Catalogue of Life.